# Valkovce
Valkovce jsou obec v okrese Svidník na Slovensku, v jižní části Nízkých Beskyd.

## Vývoj názvu obce
- 1382 – Balkuagasa
- 1449 – Walkwagasa
- 1451 – Walinthwaagasa
- 1773 – Valykócz, Valkocz, Walkowcze
- 1786 – Walkócz, Walkowce
- 1808 – Válkócz, Walkowce
- 1863–1902 – Valykóc
- 1907–1913 – Vajkvágása
- 1920 – Vaľkovce
- 1927 – Valkovce

## Historie
Obec založil dědičný rychtář Válka na teritoriu panství Radoma s rolnickými kolonisty po roce 1325 na zákupném právu. Obec měli ve vlastnictví drienovští šlechtici Abovci. V roce 1427 (s 15 porty) naležela kamenickému panství. Obyvatelé obce se zpravidla zabývali zemědělstvím. V roce 1828 bylo v obci 40 domů a žilo zde 311 obyvatel. Druhá polovina 19. století byla poznamenána vystěhovalectvím obyvatel do jižních části Uherska a také do Ameriky.

## Pamětihodnosti
- Řeckokatolický kostel sv. Lukáše, jednolodní barokní stavba z roku 1750 s pravoúhlým ukončením presbytáře a představenou věží. Zařízení chrámu pochází ze začátku 20. století. Fasády chrámu jsou hladké s půlkruhově ukončenými okny. Věž je ukončena barokní helmicí s laternou.[2]